# Орлово (городской округ Муром)
Орло́во — деревня во Владимирской области Российской Федерации, входит в состав городского округа Муром.

## География
Деревня расположена в 3 км на юг от Мурома.

## История
В конце XIX — начале XX века деревня входила в состав Карачаровской волости Муромского уезда, с 1926 года — в составе Муромской волости . В 1859 году в деревне числилось 123 двора, в 1905 году — 180 дворов, в 1926 году — 250 дворов.
С 1929 года деревня являлась центром Орловского сельсовета Муромского района, с 1954 года — в составе Карачаровского сельсовета, с 1960 года — в составе Подболотского сельсовета, с 2005 года — в составе городского округа Муром.

## Население
| 1859 | 1897 | 1905 | 1926  | 2002 | 2010 | 2021 |
| ---- | ---- | ---- | ----- | ---- | ---- | ---- |
| 727  | ↘716 | ↗912 | ↗1299 | ↘770 | ↗781 | ↘696 |